# Lijst van onderscheidingen van Miklós Horthy
Miklós Horthy  (1868-1957) bezat de volgende onderscheidingen.
|    | rang                                                     | orde                                                                  | land                              | datum                   |
| -- | -------------------------------------------------------- | --------------------------------------------------------------------- | --------------------------------- | ----------------------- |
| 1  | Prins van Hongarije                                      |                                                                       | Koninkrijk Hongarije              | 1 maart 1920            |
| 2  | Doorluchtige Hoogheid                                    |                                                                       | Koninkrijk Hongarije              | 1 maart 1920            |
| 3  | Regent van Hongarije                                     |                                                                       | Koninkrijk Hongarije              | 1 maart 1920            |
| 4  | Grootmeester                                             | Orde van de Heilige Stefanus                                          | Koninkrijk Hongarije              | 4 november 1938         |
| 5  | Ordeketen                                                | Orde van de Heilige Stefanus                                          | Koninkrijk Hongarije              | 14 juni 1939            |
| 6  | Ster                                                     | Orde van de Heilige Stefanus                                          | Koninkrijk Hongarije              | 14 juni 1939            |
| 7  | Grootkruis                                               | Orde van de Heilige Stefanus                                          | Koninkrijk Hongarije              | 14 juni 1939            |
| 8  | Ordeketen met de Heilige Kroon                           | Orde van Verdienste                                                   | Koninkrijk Hongarije              |                         |
| 9  | Ster met de Heilige Kroon                                | Orde van Verdienste                                                   | Koninkrijk Hongarije              |                         |
| 10 | Grootkruis met de Heilige Kroon                          | Orde van Verdienste                                                   | Koninkrijk Hongarije              |                         |
| 11 | Ster van het Hongaarse Rode Kruis                        | Ereteken van het Hongaarse Rode Kruis                                 | Koninkrijk Hongarije              | 1922                    |
| 12 | Kapitein-generaal                                        | Vitézi Rend                                                           | Koninkrijk Hongarije              | 1920                    |
| 13 | Campagnemedaille                                         | Herinneringsmedaille voor Deelnemers aan de Wereldoorlog (Hongarije)  | Koninkrijk Hongarije              | 1929                    |
| 14 | Hongaarse Bronzen medaille met Roodlint                  | Signum Laudis                                                         | Democratische Republiek Hongarije |                         |
| 15 | Hongaarse Bronzen medaille                               | Signum Laudis                                                         | Democratische Republiek Hongarije |                         |
| 16 | 2e Klasse met Oorlogsdecoratie                           | Kruis voor Militaire Verdienste                                       | Oostenrijk-Hongarije              | 2 juni 1917             |
| 17 | Ridderkruis met Zwaarden                                 | Leopoldsorde                                                          | Oostenrijk-Hongarije              | 22 december 1915 - 1917 |
| 17 | Ridder der Derde Klasse met Oorlogsdecoratie             | Orde van de IJzeren Kroon                                             | Oostenrijk-Hongarije              | Juni 1915               |
| 18 | 1e Klasse met Oorlogsdecoratie en Zwaarden               | Kruis voor Militaire Verdienste                                       | Oostenrijk-Hongarije              |                         |
| 19 | Bronzen medaille op lint en Zwaarden                     | Signum Laudis                                                         | Oostenrijk-Hongarije              | 1917                    |
| 20 | Bronzen medaille met Roodlint                            | Signum Laudis                                                         | Oostenrijk-Hongarije              | 4 augustus 1914         |
| 21 | Ridder der Derde Klasse met Oorlogsdecoratie en Zwaarden | Orde van de IJzeren Kroon                                             | Oostenrijk-Hongarije              |                         |
| 22 | Grootkruis                                               | Orde van Maria Theresia                                               | Oostenrijk-Hongarije              | 27 maart 1921           |
| 23 | Ridderkruis                                              | Orde van Maria Theresia                                               | Oostenrijk-Hongarije              | 16 juni 1921            |
| 24 | Kruis der Eerste Klasse                                  | Gedenkteken aan Keizer en Koning Frans Jozef I                        | Oostenrijk-Hongarije              | 1918                    |
| 25 | Campagnemedaille                                         | Karel-Troepen-Kruis                                                   | Oostenrijk-Hongarije              | 1917                    |
| 26 | Een verwonding                                           | Gewondenmedaille                                                      | Oostenrijk-Hongarije              | 1918                    |
| 27 | 1e Klasse (50 dienstjaren)                               | Militair Dienstteken                                                  | Oostenrijk-Hongarije              | 1929                    |
| 28 | 2e Klasse (30 dienstjaren)                               | Militair Dienstteken                                                  | Oostenrijk-Hongarije              | 1923                    |
| 29 | 3e Klasse (25 dienstjaren)                               | Militair Dienstteken                                                  | Oostenrijk-Hongarije              | 1914                    |
| 30 |                                                          | Jubileum-Herinneringsmedaille 1898                                    | Oostenrijk-Hongarije              | 1898                    |
| 31 |                                                          | Militair Jubileumskruis 1908                                          | Oostenrijk-Hongarije              | 1908                    |
| 32 |                                                          | Mobilisatiekruis 1912/1913                                            | Oostenrijk-Hongarije              | 1913                    |
| 33 | Ster                                                     | Ereteken van Verdienste voor de Republiek Oostenrijk                  | Republiek Oostenrijk              | Mei 1937                |
| 34 | Grootkruis                                               | Ereteken van Verdienste voor de Republiek Oostenrijk                  | Republiek Oostenrijk              | Mei 1937                |
| 35 |                                                          | Herinneringsmedaille voor Deelnemers aan de Wereldoorlog              | Republiek Oostenrijk              | 1933                    |
| 36 | Grootkruis met Ster                                      | Orde van de Trouw                                                     | Koninkrijk Albanië                |                         |
| 37 | 2e Klasse                                                | Orde van Verdienste van de Heilige Michaël                            | Koninkrijk Beieren                | 25 september 1913       |
| 38 | Grootlint                                                | Leopoldsorde                                                          | Koninkrijk België                 | 1934                    |
| 39 | Byzantijns kruis aan Keten                               | Orde van Sint-Cyrillus en Sint-Methodius                              | Koninkrijk Bulgarije              |                         |
| 40 |                                                          | Herinneringsmedaille aan de Wereldoorlog 1915-1918                    | Koninkrijk Bulgarije              | 1934                    |
| 41 | Grootkruis                                               | Orde van Verdienste                                                   | Republiek Chili                   |                         |
| 42 | Ster                                                     | Orde van de Olifant                                                   | Koninkrijk Denemarken             | 16 februari 1940        |
| 43 | Ridder                                                   | Orde van de Olifant                                                   | Koninkrijk Denemarken             | 16 februari 1940        |
| 44 | Grootkruis                                               | Orde van Mohammed Ali                                                 | Koninkrijk Egypte                 |                         |
| 45 | Eerste Klasse                                            | Orde van het Adelaarskruis                                            | Republiek Estland                 | 31 augustus 1931        |
| 46 | VR III/1                                                 | Orde van het Vrijheidskruis                                           | Republiek Estland                 | 29 april 1925           |
| 47 | Grootkruis                                               | Orde van het Estische Rode Kruis                                      | Republiek Estland                 | 1 juni 1931             |
| 48 | Eerste Klasse met Keten                                  | Orde van de Witte Ster                                                | Republiek Estland                 | 9 maart 1939            |
| 49 | Grootkruis met Keten                                     | Orde van de Witte Roos                                                | Republiek Finland                 | 1931                    |
| 50 |                                                          | Herinneringsmedaille aan de Winteroorlog 1939-1940                    | Republiek Finland                 |                         |
| 51 | Grootkruis                                               | Orde van de Verlosser                                                 | Koninkrijk Griekenland            |                         |
| 52 | Ridder                                                   | Orde van de Aankondiging                                              | Koninkrijk Italië                 | 1930                    |
| 53 | Grootofficier                                            | Orde van de Italiaanse Kroon                                          | Koninkrijk Italië                 |                         |
| 54 |                                                          | Kruis van Verdienste van het Italiaans Rode Kruis                     | Koninkrijk Italië                 |                         |
| 55 | Grootkruis                                               | Chrysanthemumorde                                                     | Japans Keizerrijk                 | 1938                    |
| 56 | 2e Klasse                                                | Orde van Danilo                                                       | Koninkrijk Joegoslavië            | 1912                    |
| 57 |                                                          | Orde van de Kroon van Koning Zvonimir                                 | Onafhankelijke Staat Kroatië      | 1944                    |
| 58 | Commandeur van het Grootkruis met Keten                  | Orde van de Drie Sterren                                              | Republiek Letland                 |                         |
| 59 | Eerste Stand                                             | Militaire Orde van Malta                                              |                                   | 1927                    |
| 60 |                                                          | Jubileummedaille 1908                                                 | Vorstendom Montenegro             | 1908                    |
| 61 | Gouden Grootkruis                                        | Orde van Verdienste van de Duitse Adelaar                             | Nazi-Duitsland                    | 14 april 1942           |
| 62 | Ridderkruis                                              | Orde van het IJzeren Kruis                                            | Nazi-Duitsland                    | 10 september 1941       |
| 63 | 1e en 2e Klasse                                          | IJzeren Kruis 1914                                                    | Duitse Keizerrijk                 |                         |
| 64 | 1e en 2e Klasse                                          | Herhalingsgesp bij IJzeren Kruis 1939                                 | Nazi-Duitsland                    |                         |
| 65 | Grootkruis                                               | Ereteken van het Duitse Rode Kruis                                    | Nazi-Duitsland                    |                         |
| 66 | Ster                                                     | Ereteken van het Duitse Rode Kruis                                    | Nazi-Duitsland                    |                         |
| 67 |                                                          | Gezamenlijke Piloot-Observatiebadge in Goud met Diamanten voor mannen | Nazi-Duitsland                    |                         |
| 68 |                                                          | Foto van de Rijksmaarschalk in een Zilveren Lijst                     | Nazi-Duitsland                    | 12 september 1942       |
| 69 |                                                          | Erekruis voor Frontstrijders in de Wereldoorlog                       | Nazi-Duitsland                    |                         |
| 70 | Ridder Grootkruis met Ster                               | Orde van de Nederlandse Leeuw                                         | Koninkrijk der Nederlanden        | 1937                    |
| 71 | Grootkruis met Keten                                     | Orde van Sint-Olaf                                                    | Koninkrijk Noorwegen              |                         |
| 72 | Tweede Klasse                                            | Orde van Osmanie                                                      | Ottomaanse Rijk                   | 1910                    |
| 73 |                                                          | IJzeren Halve Maan                                                    | Ottomaanse Rijk                   |                         |
| 74 | Medaille met Zwaarden                                    | Medaille van de Orde van de Eer                                       | Ottomaanse Rijk                   |                         |
| 75 | Keten                                                    | Orde van de Witte Adelaar                                             | Tweede Poolse Republiek           |                         |
| 76 | Grootkruis                                               | Orde van de Witte Adelaar                                             | Tweede Poolse Republiek           | 10 januari 1929         |
| 77 | 2e Klasse met Zwaarden                                   | Orde van de Rode Adelaar                                              | Koninkrijk Pruisen                | 1913                    |
| 78 | 3e Klasse                                                | Kroonorde                                                             | Koninkrijk Pruisen                | 1911                    |
| 79 | Grootkruis                                               | Orde van de Ster van Karageorge                                       | Republiek Servië                  |                         |
| 80 | Erecommandeur                                            | Hospitaalorde van Sint-Jan                                            |                                   |                         |
| 81 | Ridder Grootkruis                                        | Orde van Karel III                                                    | Koninkrijk Spanje                 | 7 augustus 1942         |
| 82 | Grootkruis                                               | Orde van de Witte Olifant                                             | Koninkrijk Thailand               |                         |
| 83 | Ordekruis                                                | Orde van de Gulden Spoor                                              | Vaticaanstad                      | 1938                    |
| 84 | Ridder                                                   | Orde van de Gulden Spoor                                              | Vaticaanstad                      | 1938                    |
| 85 | Ridder en Ster                                           | Orde van de Serafijnen                                                | Koninkrijk Zweden                 | 27 januari 1940         |